# Oktiabrskij

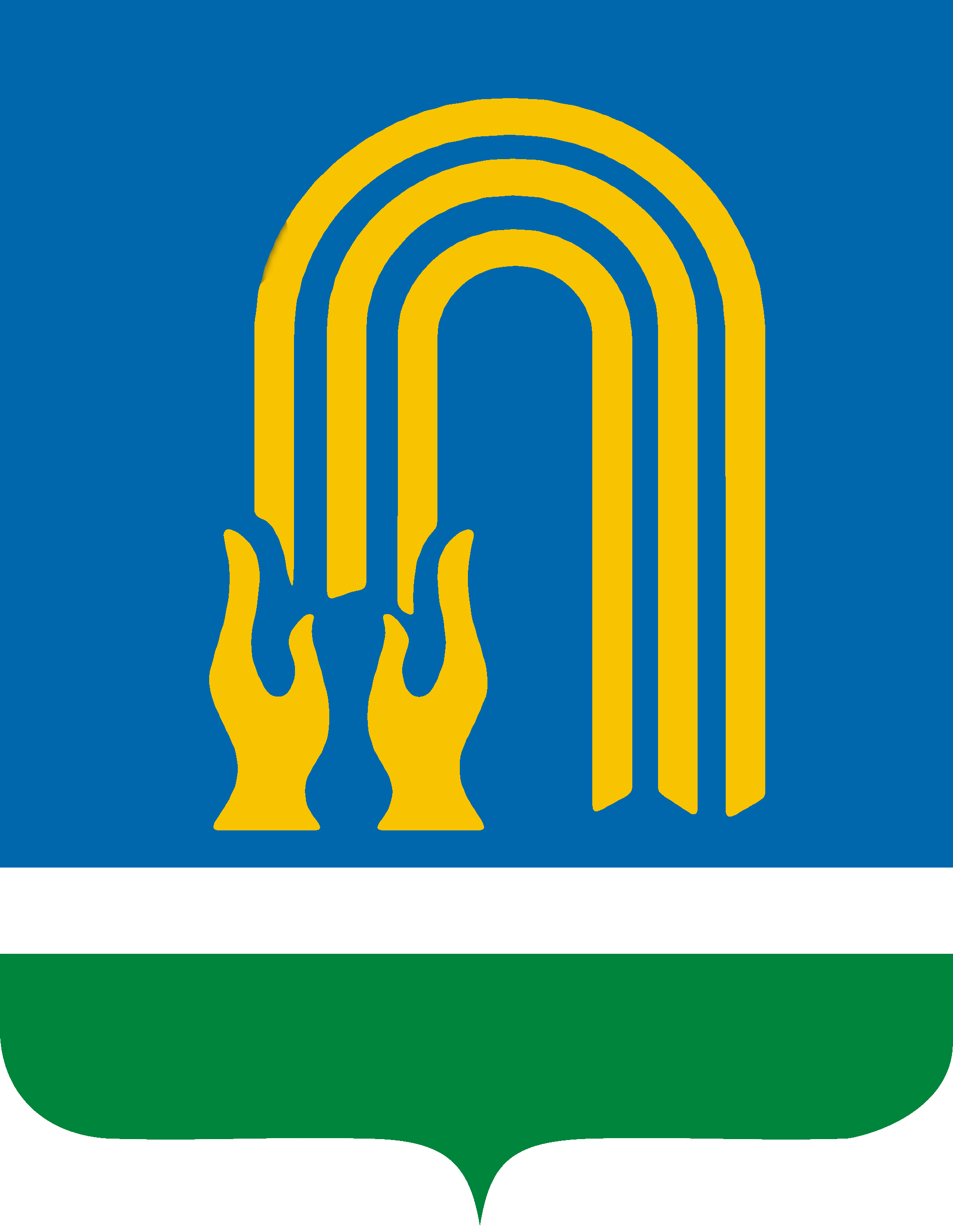
Stadens vapen.

Oktiabrskij (ryska Октя́брьский) är den femte största staden i Basjkirien i Ryssland. Folkmängden uppgick till 112 478 invånare i början av 2015.